# 孙世铮
孙世铮（1919年2月—2013年2月7日），安徽人，中国社会科学院经济研究所研究员，中国社会科学院荣誉学部委员。1949年毕业于芝加哥大学。